# Jesús Trindade
Jesús Emiliano Trindade Flores (ur. 10 lipca 1993 w Salto) – urugwajski piłkarz występujący na pozycji defensywnego pomocnika lub bocznego obrońcy, od 2023 roku zawodnik ekwadorskiej Barcelony SC.